# Meigenia unicinata
Meigenia unicinata är en tvåvingeart som beskrevs av Louis-Paul Mesnil 1967. Meigenia unicinata ingår i släktet Meigenia och familjen parasitflugor. Inga underarter finns listade i Catalogue of Life.